# Zenon Józef Kokot
Zenon Józef Kokot (ur. 11 marca 1947 w Wolenicach) – polski farmaceuta, nauczyciel akademicki, profesor zwyczajny, przez dwie kadencje dziekan Wydziału Farmaceutycznego Akademii Medycznej im. Karola Marcinkowskiego w Poznaniu (1999–2005), dwukrotnie prorektor (2005–2008 oraz 2008–2012). Kierownik Zakładu Analityki Farmaceutycznej Studium Farmaceutycznego CMKP w Bydgoszczy (1993-1998) oraz Kierownik Katedry Chemii Nieorganicznej i Analitycznej Uniwersytetu Medycznego w Poznaniu w latach 2001–2017. Pełniąc funkcję dziekana, zainicjował wprowadzenie programu nauczania farmacji w języku angielskim (2004) na Wydziale Farmaceutycznym Uniwersytetu Medycznego im. Karola Marcinkowskiego w Poznaniu.

## Kariera naukowa
W 1965 ukończył Liceum Ogólnokształcące w Koźminie Wielkopolskim, w latach 1966–1971 studiował na Wydziale Farmaceutycznym Akademii Medycznej w Poznaniu, obronił tytuł magistra farmacji w roku 1971. Tam też, na podstawie rozprawy pt. „Fizykochemiczne badania żeli wodorotlenku glinowego przeznaczonego dla lecznictwa” uzyskał stopień naukowy doktora nauk farmaceutycznych (1978). Z początkiem roku 1990 na podstawie pracy pt. „Nowy model fizykochemicznych badań procesu zobojętniania HCl przez preparaty z grupy Antacida” nadano mu stopień naukowy doktora habilitowanego nauk farmaceutycznych w dyscyplinie farmacja, w specjalności farmacja stosowana. Tytuł profesora nadzwyczajnego uzyskał w 1996, a w roku 2002 z rąk Prezydenta Rzeczypospolitej Polskiej Aleksandra Kwaśniewskiego tytuł naukowy profesora nauk farmaceutycznych. W lipcu 2010 roku otrzymał stanowisko profesora zwyczajnego Uniwersytetu Medycznego w Poznaniu. Od tego czasu naukowo związany z tematyką analizy leku, bioanalizy, analiz środowiskowych środków odurzających w miastach województwa wielkopolskiego a przede wszystkim badań omicznych z zakresu proteomiki i metabolomiki.

## Osiągnięcia, funkcje i członkostwa
Specjalizacje:
- 1978 –  I Stopień z analityki farmaceutycznej
- 1986 – II Stopień z analizy leków
- 2000 –  I Stopień z farmacji aptecznej

Staże zagraniczne:
- 1983–1984 – 12 miesięczny staż w College of Pharmacy University of Kentucky, Lexington KY, USA
- 1990 – 7 miesięczny staż w College of Pharmacy University of Kentucky, Lexington KY, USA
- 1991, 1992 – dwa 1 miesięczne staże Department of Pharmaceutics and Biopharmaceutics, Christian - Albrechts - University w Kiel (RFN)

Funkcje na poziomie uczelni:
- 1999 – 2005 – Dziekan Wydziału Farmaceutycznego
- 2001 – 2017 – Kierownik Katedry i Zakładu Chemii Nieorganicznej i Analitycznej
- 2005 – 2008 – Przewodniczący Senackiej Komisji ds. Dydaktyki
- 2005 – 2008 – Prorektor ds. Studenckich
- 2008 – 2012 – Prorektor ds. Nauki i Współpracy z Zagranicą
- 2008 – 2012 – Przewodniczący Senackiej Komisji ds. Współpracy Międzynarodowej,
- 2012 –2016 – Przewodniczący Komisji Dyscyplinarnej ds. Nauczycieli Akademickich

Członkostwa w komisjach szczebla krajowego:
- 1993 – 1998 – członek Rady Naukowej CMKP w Warszawie
- 2004 – 2017 konsultant Wojewódzki ds. Analityki Farmaceutycznej dla województwa wielkopolskiego
- 2007 – 2016 – członek Centralnej Komisji Do Spraw Stopni i Tytułów (Sekcja Medyczna)
- 1997 – nadal – członek Zespołu Metod Fizykochemicznych Komisji Farmakopei Polskiej
- 2011 – nadal – członek Komitetu Terapii i Nauk o Leku PAN.

## Najważniejsze odznaczenia, wyróżnienia i nagrody
- Krzyż Kawalerski Orderu Odrodzenia Polski (2003)[6],
- Srebrny Krzyż Zasługi (1987),
- Srebrny Medal „Labor omnia vincit” Towarzystwa im. H. Cegielskiego (2012)[7],
- 5 nagród Ministra Zdrowia (1978, 1991, 1992, 2007, 2017).

## Dorobek naukowy
Autor licznych artykułów naukowych – głównie prac doświadczalnych, a także poglądowych i innych (z czego blisko 80 z listy filadelfijskiej o łącznym współczynniku oddziaływania Impact Factor ponad 180,0 i punktacji MNiSW powyżej 2600), komunikatów zjazdowych (blisko 60 zagranicznych); promotor licznych prac magisterskich i doktorskich, recenzent wielu rozpraw doktorskich, habilitacyjnych, oraz wniosków o nadanie tytułu naukowego profesora.